# Peso superpesado (MMA)
La división peso superpesado en las artes marciales mixtas no tiene límite de peso, pero generalmente se refiere a competidores que pesan más de 120 kg (265  lb). Esta es la definición utilizada por la Comisión Atlética del Estado de Nevada  y la Asociación de Comisiones de Boxeo.
En toda Europa y Asia, existen numerosas promociones que ofrecen competencias de peso abierto que califican como peleas de peso superpesado. Un ejemplo de ello es Japón, donde las organizaciones de artes marciales mixtas no están obligadas por ley a implementar categorías de peso. Muchas peleas de peso abierto están diseñadas en torno al tema de enfrentar a un luchador extraordinariamente grande contra un oponente mucho más pequeño pero más hábil. Por lo tanto, la distinción entre peso superpesado y peso pesado tenía poca relevancia en promociones extintas como DREAM y Pride Fighting Championships.
En los Estados Unidos, donde las leyes de sanción estatales a menudo prohíben los combates entre divisiones, la clase de peso súper pesado es necesaria para emparejar a dos peleadores de más de 120 kg.
Aparte de las competencias de peso abierto, la división nunca ha sido completamente respaldada por ninguna promoción importante (a excepción de las peleas de peso abierto de MFC , M-1 y DREAM). Sin embargo, algunas organizaciones menores, como King of the Cage, presentan peleas en la división, y organizaciones como Ultimate Fighting Championship y World Extreme Cagefighting han realizado algunas peleas selectas de peso superpesado en el pasado.